# Vanda arbuthnotiana
Vanda arbuthnotiana är en orkidéart som beskrevs av Friedrich Fritz Wilhelm Ludwig Kraenzlin. Vanda arbuthnotiana ingår i släktet Vanda och familjen orkidéer. Inga underarter finns listade i Catalogue of Life.